# Claire de Gastold
Claire de Gastold est une illustratrice et dessinatrice de bande dessinée née en 1978 à Paris. Elle exerce principalement dans le domaine de la littérature d'enfance et de jeunesse.

## Biographie
Claire de Gastold passe par l'Institut Saint-Luc de Bruxelles et elle est diplômée de l'École nationale supérieure des Arts décoratifs de Paris en 2004,. Ses ouvrages sont publiés à partir de 2002, principalement dans le domaine du livre jeunesse, chez L'Atelier du poisson soluble ou Sarbacane. En 2006, elle dessine Le silence fait une fugue, un livre-CD sur des textes de Maryvonne Rebillard et Gilles Brulet ; elle avait déjà participé à un autre livre-CD en 2005 : Les tableaux d'une exposition : une œuvre symphonique, sur Modeste Moussorgski, écrit par Sophie Humann.
Elle s'associe avec Alexandre Franc pour livrer Les Satellites en 2012,. La même année, avec Anne Lemonnier, elle signe La souris de Paris et Racontars de minuit et autres histoires de monstres. En 2015, avec Stéphane Durand, elle produit le livre-CD Les contes animaliers des saisons. En 2016, avec  Philippe Lechermeier, elle crée Naya ou la messagère de la Nuit,.
Elle fait équipe avec Vincent Brunner et dessine une série dans Topo, qui devient ensuite l'album 11 407 vues, paru chez Casterman en 2021,.
En 2021 également, elle écrit et illustre  l'ouvrage jeunesse Une maison pour Marvin. Pour Télérama, « De toute évidence, Claire de Gastold vénère le mythique album Chien Bleu, de Nadja, auquel elle rend un hommage personnel et pétillant ».

## Œuvres
Sauf mention contraire, Claire de Gastold est dessinatrice des ouvrages.

### Illustration
- La machine à réchauffer le temps, texte d'Edgard Seigneur, Gautier-Languereau, 2002  (ISBN 9782013909457)
- Auguste le galibot et la mélodie de l'espoir[14],[15], texte de Béatrice Fontanel, Actes Sud ; Paris : Cité de la musique, 2004  (ISBN 9782742746941)
- Les tableaux d'une exposition : une œuvre symphonique, texte de Sophie Humann, Actes Sud junior, 2005  (ISBN 9782742758050)
- Le silence fait une fugue[16], livre-CD, Maryvonne Rebillardet Gilles Brulet, Benjamins Media, 2006   (ISBN 978-2912754141)
- Les Chansons de Lalie Frisson, Anne Lemonnier, l'Atelier du poisson soluble, 2010  (ISBN 9782358710107)
- La souris de Paris, texte d'Anne Lemonnier, Sarbacane, 2012  (ISBN 9782848654928)
- Racontars de minuit et autres histoires de monstres, texte de Philippe Lechermeier, T. Magnier : J. Robillard galerie, coll. « Les Décadrés », 2012  (ISBN 9782364741638)
- Naya ou la messagère de la Nuit[17], texte de Philippe Lechermeier, Éditions Thierry Magnier, 2016  (ISBN 9782364749351)
- Les contes des saisons, texte de Stéphane Durand, Actes Sud junior, 2015  (ISBN 9782330052263)
- Nos ancêtres venus d'ailleurs[18], texte de Marie-Odile Mergnac, Rageot, coll. Mon enquête de généalogie, 2020  (ISBN 9782700273083)
- Coloranimo[19], texte d'Emmanuelle Figueras, Saltimbanque, 2020  (ISBN 9782378011826)
- Une maison pour Marvin[13], texte de Claire de Gastold elle-même, L’École des Loisirs, 2021  (ISBN 9782211313438)

### Bande dessinée
- Les Satellites[5] (dessin), scénario d'Alexandre Franc, Gallimard, coll. « Bayou », 2012  (ISBN 978-2-07-069687-1)
- 11 407 vues[12], scénario de Vincent Brunner, Casterman, 2021  (ISBN 978-2-203-21564-1)

### Documentation
- Christian Missia Dio, « Vincent Brunner ("11407 vues") : "Je ne voulais pas que mes lycéennes aient un comportement de victimes" », sur Actua BD, 27 février 2021.